# Kleßen-Görne
Klessen-Görne est une commune allemande de l'arrondissement du Pays de la Havel, Land de Brandebourg.

## Géographie
Klessen-Görne se situe au sud du Rhinluch et du Luch du Pays de la Havel. À l'est de Kleßen, il y a un lac.
|                   | Dreetz       |             |
| Gollenberg        | Kleßen-Görne | Friesack    |
| Stechow-Ferchesar | Kotzen       | Mühlenberge |

## Histoire
La commune est née le 31 décembre 2002 de la fusion volontaire des communes de Görne et de Kleßen.
Kleßen est mentionné pour la première fois en 1280 sous le nom de Cletzin, Görne en 1353 sous le nom de See to Gorne.

## Personnalités liées à la commune
- Werner Bader (1922-2014), journaliste.